# Seraphimite Church

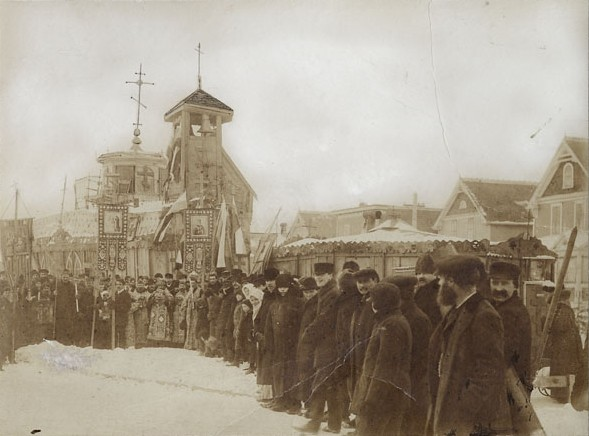
Tin Can Cathedral

Seraphimite Church byla první nezávislá ukrajinská církev v Severní Americe. Tvořili ji přívrženci biskupa Serafima a vznikla samostatně ve Winnipegu.
Její první a hlavní kostel byla tzv. Tin Can Cathedral (ukrajinsky Bľašana Katedra – Бляшaна Катедра) ve Winnipegu, v kanadské provincii Manitoba.
Ukrajinští emigranti začali přicházet do Kanady v roce 1891, hlavně z rakousko-uherských území, z regionů Bukovina a Halič. Noví přistěhovalci z Bukoviny byli východní pravoslavní křesťané, z Haliče pocházeli východní katolíci. V obou případech se řídili byzantským obřadem. V roce 1903 již byla ukrajinská přistěhovalecká populace v západní Kanadě dostatečně velká na to, aby lákala pozornost vůdců z náboženských, politických a vzdělávacích kruhů.

## Hlavní osobnosti

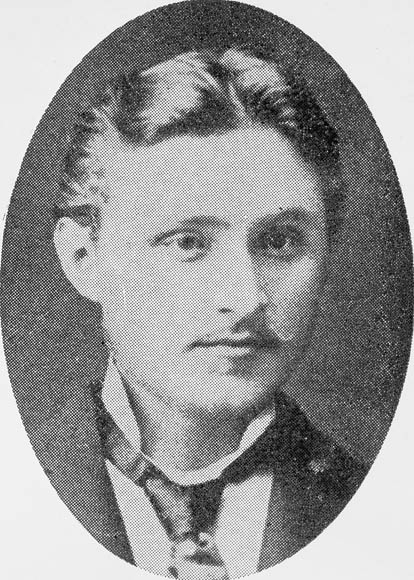
Kyrylo Genyk (1857–1925)

Ústřední postavou ukrajinské komunity ve Winnipegu byl Kyrylo Genyk (1857–1925). Pocházel z Haliče, maturoval na Ukrajinském akademickém gymnáziu ve Lvově a krátce studoval právo na Černovické univerzitě. Genyk byl přítelem Ivana Franka, ukrajinského autora díla Liška Mykyta, který byl nominován na Nobelovu cenu za literaturu. Genyk pravděpodobně sdílel Frankovu uštěpačnou satiru, směrovanou na tehdejší kněžstvo a jeho socialistické učení, protože se zúčastnil i jeho svatby jako Frankův svědek. Osvobození obyvatelstva od kněžského stavu, spolu s pozemkovou reformou, byl způsob, jak osvobodit rolníky od statkářů (nežijících na svých pozemcích), kteří měli v moci půdu, spolu s hierarchií kněžstva. Po příchodu do Kanady se Genyk stal prvním Ukrajincem, jehož zaměstnala kanadská vláda; pracoval jako zaměstnanec imigračního úřadu, uvádějící nové usedlíky na jim přidělenou půdu. Genykův bratranec Ivan Bodrug (1874–1952) a Bodrugův přítel Ivan Negrič (1875–1946) také pocházeli z vesnice Bereziv v okrese Kolomija a měli kvalifikaci jako učitelé na základní škole v Haliči. Tito tři muži tvořili základ inteligence ukrajinské komunity a byli známí pod názvem Berezivská trojka. Genyk, nejstarší z nich, byl jediný z trojice, který byl již ženatý. Jeho manželka Paulina (za svobodna Tsurkowská) byla dcerou kněze, byla to vzdělaná žena a měli spolu tři syny a tři dcery.
Další hlavní postavou byl biskup Serafim, jehož skutečné jméno bylo Stefan Ustvoľskyj. Ustvolského nakonec zbavila Svatá synoda ruské pravoslavné církve v Petrohradě kněžství. Ale jeho příběh začal, když z osobních důvodů cestoval na Athos, kde byl vysvěcen za biskupa svatým Anphimem, který tvrdil, že je biskupem. Existovalo podezření, že svatý Anphim vysvětil Ustvoľského, aby popudil ruského cara, protože v té době existoval konflikt mezi Svatým synodem a carem o ovládnutí ruské pravoslavné církve. Po vysvěcení biskupem cestoval Serafim do Severní Ameriky a krátký čas setrval u ukrajinských kněží ve Filadelfii. V době, kdy přišel do Winnipegu, neměl žádný vztah k ruské pravoslavné církvi, ani k nikomu jinému. Ukrajinci v prériích ho přijali jako potulného svatého muže, což je tradice, která má kořeny v počátcích křesťanství.
Další postavou, která byla součástí a přispěla ke vzniku Tin Can Cathedral, byl Serafimův asistent Makarij Marčenko. Marčenko působil jako kantor, pomáhal Serafimovi s kostelními obřady, které dobře ovládal. Přišel se Serafimem ze Spojených států. Arcibiskup Langevin, který sídlil v St. Boniface, byl hlavou římskokatolické diecéze v západní Kanadě, přičemž byl v přímém kontaktu s papežem v Římě. Domníval se, že jeho kněží jsou více než adekvátní pro potřeby ukrajinského obyvatelstva. Dalšími „hráči“ byli např. Dr. William Patrick, ředitel Manitoba College, presbyteriánské školy ve Winnipegu, Liberální strana Manitoby a ruští pravoslavní misionáři.

## Události
Pokud některý z incidentů způsobil následující drama, mohl to být ten, když člen manitobského parlamentu Joseph Bernier představil návrh zákona z roku 1902, kterým se přenášely „majetky řecké rusínské církve spojené s Římem pod kontrolu právnických osob Římské církve“. Arcibiskup Langevin prohlásil: „Rusíni musí dokázat, že jsou katolíci, tím, že odevzdají majetek církve, a ne jako protestanti ... jednotlivcům nebo výboru laiků, nezávislým od kněze či biskupa. Velikost ukrajinského obyvatelstva na prériích zaujala i ruské pravoslavné misionáře. V té době ruská pravoslavná církev vynakládala 100 000 dolarů ročně na misionářské práce v Severní Americe. I presbyteriánská církev se začala o věc zajímat a zvala mladé muže z ukrajinské komunity k navštěvování Manitoba College, kde byly zřízeny speciální třídy pro Ukrajince, kteří se chtěli stát školními učiteli (a později nezávislými faráři v řeckokatolické církvi). Dr. King, který plynule mluvil německy a byl ředitelem Manitoba College, vedl pohovory s Bodrugem a Negričem v němčině. Genyk přeložil jejich školní dokumenty z polštiny do angličtiny. Stali se prvními ukrajinskými studenty na univerzitě v Severní Americe; Manitoba College byla v té době součástí manitobské univerzity.
Genyk, Bodrug, a Negrič jednali rychle s cílem zajistit svou komunitu. Do věci zapojili Serafima. Přišel do Winnipegu v dubnu 1903 založit církev nezávislou na církvích v Evropě a náboženských zájmových skupinách, usilující o přízeň nových ukrajinských přistěhovalců na prériích. K jejich spokojenosti Serafim založil Pravoslavnou ruskou církev (ne Ruskou pravoslavnou církev) a prohlásil se za jejího vedoucího; k uspokojení Ukrajinců se církev jmenovala i Serafimova církev. Farníkům poskytl východní obřad, který byl přistěhovalcům znám, začal vysvěcovat kantory a jáhny a „...13. prosince 1903 Serafim oficiálně požehnal a pro modlitby otevřel malou budovu na východní straně ulice McGregor Street mezi Manitoba a Pritchard Avenue, která se jmenovala Kostel svatého ducha.“ V listopadu 1904 začal
stavět svou známou „tin can cathedral“ na rohu King Street a Stella Avenue. Serafim vysvětil kolem 50 kněží a mnoho jáhnů (z nichž mnozí byli jen částečně gramotní), kteří vykonávali své kněžské povinnosti v usedlostech, kde kázali nezávislé pravoslaví a svěřenecké vlastnictví majetku církve. O dva roky později tato církev tvrdila, že má téměř 60 000 přívrženců.
„Z důvodu různých indiskrétností a problémů s alkoholem“ ztratil důvěru inteligence, která ho přivedla do Winnipegu. Došlo k puči, při kterém se ho zbavili, aniž ztratili i jeho kongregaci. Serafim odešel do Petrohradu, aby tam dosáhl uznání a další financování od Ruské svaté synody pro serafimovskou církev. Během jeho nepřítomnosti Ivan Bodrug a Ivan Negrič, mezitím už studenti teologie na Manitoba College a zároveň kněží v serafimské církvi, byli schopni získat záruky presbyteriánského financování Serafimovy církve pod podmínkou, že se církev časem změní na presbyteriánský model církve. Na konci podzimu 1904 se Serafim vrátil z Ruska, ale nepřinesl s sebou žádné „posobije“. Po návratu objevil výše uvedenou zradu a hned exkomunikoval kněze, kteří se na ní podíleli. Publikoval jejich fotografie v lokálních novinách s jejich jmény vytištěnými přes jejich hrudě, jako by byli kriminálníky. Jeho pomsta však byla krátká, protože se dozvěděl, že on sám byl exkomunikován z Ruské svaté synody: „Když Svatá synoda exkomunikovala Serafima a všechny jeho kněze, odešel v roce 1908 a nikdy se nevrátil.“

## Dozvuky
Plodem tohoto sociálního a spirituálního požáru, který se přehnal prérií, byl vznik ukrajinsko-kanadské komunity.
Ivan Bodrug, jeden z rebelů v Serafimově církvi, se stal ředitelem nové nezávislé církve a byl poměrně charismatickým knězem, hlásajícím evangelické křesťanství z důvodu vlivu presbyteriánů. Žil až do 50. let 20. století. Budovy nezávislé církve se nacházely na rohu Pritchard Avenue a McGregor Street, a přestože první už je zbořena (ta, kterou Serafim používal pro svou první církev), druhá budova, postavena za presbyteriánské finance, stále stojí křížem od Labour Temple v North Endu ve Winnipegu.
Arcibiskup Langevin zvýšil své úsilí o asimilaci ukrajinské komunity do římskokatolické. Založil baziliánský kostel sv. Mikuláše s belgickými kněžími, otcem Delaerem a jinými, kteří vedli mše v staroslověnštině, oblečeni podle řeckého rituálu, a vedli obřady v polštině. Tento kostel se nacházel na druhé straně ulice naproti nezávislé ukrajinské katolické katedrály sv. Vladimíra a Olgy na McGregor Street v North Endu ve Winnipegu. Taková konkurence poskytla ukrajinsko-kanadským dětem více možností naučit se mluvit ukrajinsky.
Liberální strana, vědoma si toho, že Ukrajinci nebyli už spojenci arcibiskupa Langevina a římských katolíků, kteří byli spojeni s Konzervativní stranou, financovala první ukrajinské noviny v Kanadě, „Kanadiskyi Farmer“, jejichž prvním šéfredaktorem nebyl nikdo jiný než Ivan Negrič.
Serafim zmizel v roce 1908, ale jsou o něm zmínky v novinách „Ukrainskyj Holos“ (Ukrajinský hlas – noviny, které se vydávají dodnes ve Winnipegu), kde se uvádí, že prodával bible dělníkům na železnici, v provincii Britská Kolumbie, v roce 1913.
Kyrylo Genyk se přestěhoval se svou nejstarší dcerou a jedním ze svých synů do Spojených států, do Severní Dakoty. Pak se vrátil zpět a zemřel v roce 1925.
Makarij Marčenko se po Serafimově odchodu prohlásil nejen za nového biskupa Serafimské církve, ale i za arcipatriarchu, arcipapeže, arcihejtmana a arciknížete. Pro jistotu exkomunikoval papeže a Ruskou svatou synodu. Existují zprávy, že ještě v 30. letech 20. století cestoval do venkovských oblastí a byl pastorem Ukrajincům, kteří upřednostňovali svůj východní ritus.